# ニョノクサ爆発事故
ニョノクサ爆発事故（ニョノクサばくはつじこ）、アルハンゲリスク爆発（アルハンゲリスクばくはつ）またはニョノクサ原子力事故（ニョノクサげんしりょくじこ、ロシア語: Инцидент в Нёноксе、ロシア語ラテン翻字: Intsident v Nyonokse）は、2019年8月8日にロシア連邦アルハンゲリスク州セヴェロドヴィンスクの行政管轄下にある村ニョノクサ近郊で発生した原子力事故。軍人と民間人の専門家5人が死亡し、3人（情報源によっては6人）が負傷した。

## 背景
2017年11月から2018年2月の間に、ロシアは9M730ブレヴェスニク原子力巡航ミサイルのテストを4回実施した。米国の情報機関は、「2017年11月にパンコヴォ実験場から行われた飛行試験だけが中程度に成功し、他の試験はすべて失敗に終わった」と報告しているが、ロシアはミサイル実験の失敗を否定している。2018年後半、ロシアは3隻の船（1隻は兵器コア部の放射性物質を扱うことができる）による回収作業で、2017年11月に発射されたミサイルをバレンツ海の海底から海面に引き揚げた。衛星画像によると、ニョノクサの実験場は、9M730ブレヴェスニクがテストされたカプースチン・ヤールやパンコヴォの実験場と瓜二つである。

## 事故
事故は、ロシア海軍の主要なロケット発射場であり、ニョノクサとも呼ばれる国家中央海軍試験場（ロシア語: Государственный центральный морской полигон）で発生した 。ロシア当局は、それは「液体燃料ロケットエンジン用アイソトープ動力源」のテストに失敗した結果であった、と発表した。核不拡散の専門家であるJeffrey Lewisとアメリカ科学者連盟のフェローであるAnkit Pandaは、この事故はブレヴェスニク巡航ミサイルのテストに起因していると推測している。しかし、他の兵器管理専門家は異論を唱えた： 戦略国際問題研究所のIan Williamsとカーネギー国際平和財団のJames Actonは、モスクワがこの兵器を実戦配備する資金力および技術力に懐疑的な見方を示し 、ウィルソン・センターのMichael Kofmanは、自身のブログで、爆発はおそらくブレヴェスニクとは関係なく、別の軍事プラットフォームのテストによるものだと結論づけた。 CNBCによると、ロシアは以前に失敗したテストで失われたミサイルを海底から回収しようとしていた。爆発の前に、ミサイル実験の可能性をパイロットに警告するためのノータムは提出されなかった。過去には、ニョノクサの住民はミサイル実験の前に警告を受け、避難していた。また、爆発が発生したとき、ロシアの2隻の特殊目的船、セレブリャンカ（原子炉からの核廃棄物を処理するために使用されるアトムフロート船）とズヴェズドーチカ（水中サルベージ作業に使用され、2台の重量物運搬用シークレーンと2台の遠隔操作機を装備している）、がニョノクサ実験場にいた 。
8月8日UTC6:00（現地時間9:00）にバルドゥフォス（ノルウェー、トロムス）の低周波ステーションで爆発的性質の事象が登録された。この現象は地震データにも登録されていることから、地盤に連動して発生したものと思われる； つまり、地表か、地表と接触している場所、例えば水上で発生したのである。発生時期と場所は、アルハンゲリスクで報告された事故と一致している。数人の漁師が事故を目撃したという。ある漁師は爆発後に100メートルの水柱が空中に上がるのを目撃し、別の漁師は爆発現場にいた船の側面に大きな穴が開いているのを目撃したという。

## 影響
爆発の後、被害者のうち3人は放射線治療の専門家を擁するアルハンゲリスクのセマシュコ医療センターで治療を受けた。他の3人はアルハンゲリスク地方臨床病院(ロシア語: Архангельская областная клиническая больница (АОКБ))に運ばれ、8月8日午後4時35分に到着したが、病院スタッフは放射線被曝について警告を受けていなかった。アルハンゲリスク地方臨床病院のスタッフ数人はその後、放射線検査のためモスクワに移動した。一人の医師からセシウム137が検出されたが、医療スタッフは守秘義務契約を結ばされたため、その値は不明である。
匿名の医療スタッフによると、爆発で負傷した2人がアルハンゲリスク地方臨床病院（AOKB）からモスクワでの治療に向かう途中で放射線症候群により死亡した。彼らの遺体はモスクワのブルナシアン連邦医学生物物理学センター（FMBC）(ロシア語: ГНЦ Федеральный медицинский биофизический центр имени А. И. Бурназяна ФМБА России)に送られた。爆発と放射線被曝による重傷者6人は、救急搬送用飛行機と特殊なプラスチックシールを貼った救急車によって、化学防護服を着用した救急隊員とともにブルナシアンに運ばれた。手術後、手術室エプロンが高濃度に汚染されていたため、負傷者と接触したアルハンゲリスク地域病院の医師、看護師、職員も検査のために全員ブルナシアンに送られた。負傷者が治療を受けていたアルハンゲリスク病院の部屋は治療後に封鎖されたが、病院の職員やスタッフは誰も汚染防護服を着用していなかった。

### 5人の死
2019年8月12日、サロフの中央広場に5つの棺が安置され、半旗が掲げられた。この棺は2019年8月8日の爆発事故により死亡した5人のロスアトム（en:RFNC-VNIIEF）作業員の遺体のものであり、同日彼らの遺体はサロフの主要墓地に埋葬された。
ロスアトム社長Alexei Likhachevによれば、犠牲者は以下である；
- Alexei Vyushin (ロシア語: Алексей Вьюшин) 特殊なハードウェアとソフトウェアの開発者
- Evgeny Koratayev (ロシア語: Евгений Коротаев) リードエンジニア
- Vyacheslav Lipshev (ロシア語: Вячеслав Липшев) 研究・テスト部門の責任者
- Sergei Pichugin (ロシア語: Сергей Пичугин)　テストエンジニア
- Vladislav Yanovsky (ロシア語: Владислав Яновский)　研究・テスト部門の副責任者

彼らは全員、科学技術複合体(ロシア語: Научно-технический комплекс)の第12設計局（KB-12）「特別なプロジェクト」(ロシア語: КБ-12 (специальная тематика))に所属していた。
2019年11月21日、彼らは勇気勲章を授与された。

### 放射線レベル
ロシア水文気象環境監視局のYuri Peshkovは、東に47キロメートル離れたセヴェロドヴィンスクにある8つの観測所のうち6つで、バックグラウンド放射線レベルがピークで通常の4～16倍に達し、爆発直後には毎時1.78マイクロシーベルトを観測したが、爆発から2.5時間後には通常のレベルに戻ったと述べた。セヴェロドヴィンスクの行政当局は、40分間の放射線レベルの上昇を報告した。多くの住民が医療用ヨウ素剤を買い求め在庫不足となった。事件後の数日間、ロシアのいくつかのモニタリングステーションは、世界中の80のステーションからなる放射線モニタリングのためのデータネットワークである包括的核実験禁止条約機構（CTBTO）へのデータ送信を停止した。
事故後数時間のセヴェロドヴィンスクの放射線状況に関するロシア水文気象環境監視局の公開情報によると、ストロンチウム-91、バリウム-139、バリウム-140、ランタン-140といった短寿命の同位体が検出された。ノルウェーの原子力安全専門家Nils Bøhmerは、このような同位体組成は原子炉が事故に関与したことを裏付けるものであると述べた。
9月2日、ベロモルカナル通信は、ニョノクサ中心部からわずか4kmほどの、ニョノクサ川がドヴィナ湾に注ぐ河口付近に打ち捨てられた2隻のポンツーンを紹介するビデオを公開した。そのうちの1隻には、激しく損傷した試験装置が積まれていた。ニョノクサの住民によると、6メートルの青いコンテナ2個を積んだ最初のポンツーン「PP PP Plant No.2」(ロシア語: «ПП ПП зав №2»)が8月9日に漂着した。爆発の約5日後に、破損したクレーン、6メートルの青いコンテナ、高放射性物質用のジーペルカンプ社製コンテナに似た黄色いコンテナを積んだ激しく損傷した2番目のポンツーンが、タグボートによって最初のポンツーン近くの場所まで牽引された。セヴェロドヴィンスクのジャーナリストであるNikolai Karneyevich(ロシア語: Николай Карнеевич)による映像は、ニョノクサに近い白海沿岸に放置された船から150メートルの地点でのガンマ線レベルが、自然界の15倍である毎時186マイクロレントゲンに達していることを示している。ニョノクサの住民によると、8月31日の数日前の測定では、同じ場所でガンマ線の放射線レベルは毎時750マイクロレントゲンであった。アルファ線とベータ線の放射線レベルは測定されていない。2019年9月時点で、この場所には囲いも警備もされておらず、放射線警告の標識も確認されていない。
800km以上離れたスヴァンホフトにあるエアフィルター・ステーションで8月9日から12日にかけて採取されたサンプルから、微量の放射性ヨウ素が検出されたとノルウェーの原子力安全局は報告した 。原子力安全局はこの検出が事故に関係しているかどうか結論することはできなかった。ロイター通信によると、ノルウェーのモニタリングステーションでは年に6～8回ほど放射性ヨウ素が検出され、また通常、同位体の発生源を特定することができなかったため、このようなヨウ素の検出は珍しいことではない。

### 住民の避難
地元紙によると、ニョノクサの住民約450人は8月14日に列車で2時間避難しなければならないと告知され、その後この避難は中止された。モスクワ・タイムズ紙がRIAノーボスチの報道を引用して伝えたところによると、ニョノクサ村の住民は毎月、市内で計画されている軍事活動のために、特別列車で2時間（水曜日の早朝）避難することになっている；住民は「これは計画されたイベントです。私たちは定期的にそれを行っており、月に一度は全員が村から連れ去られます。しかし、以前はここに残っていた人もいました。でも、この前の出来事の後では、みんな出て行くと思います」と語った。アルハンゲリスク州知事Igor Orlovは、避難が緊急事態であることを否定し、「計画」された日常的な措置であると述べた。

## 反応
- ロシア: 当初は事故における放射性物質の関与は否定されていたが、後にロシア当局によって認められた[1]。8月13日、当局はニョノクサ村の避難を開始した[53]。8月14日、避難は中止された[54]。8月26日、ロシアのウィーン国際機関特使Aleksei Karpovは、事故はロシアが「アメリカの弾道弾迎撃ミサイル制限条約脱退に伴う報復措置の一つ」として開発しなければならなかった兵器開発に関連していると述べた[55]。11月21日、ウラジーミル・プーチンは、遺族への表彰式で、8月8日の爆発で死亡した科学者たちは「比類のない」兵器を実験していたと述べた。「私たちは、ロシアの主権と安全保障を今後数十年にわたって確保するための、兵器設計に関する最も先進的で比類のない技術的なアイデアと解決策について議論している」。彼はまた、「兵器は何事にも関係なく完成されるだろう」とも述べている[35][56][57]。2019年11月22日、ドミトリー・ペスコフ報道官は、爆発に関する調査は公表できないと述べた[58]。

- アメリカ合衆国: 8月12日（日本時間8月13日）、ドナルド・トランプ米大統領のツイートは、事故はブレヴェスニクのテスト失敗であることを示唆した[59]。このツイートでは、ブレヴェスニクはNATOの報告名称である「スカイフォール(skyfall)」と呼ばれていた[12]。10月10日、国連総会第一委員会の米国代表団メンバーであるThomas DiNannoは、「8月8日の『スカイフォール』事故は（中略）ロシアの原子力巡航ミサイルの回収中に発生した核反応の結果であり」、「昨年初めの実験失敗以来、白海の底に残っていた」と述べた[60]。10月14日、3人の米国外交官がニョノクサ-セヴェロドヴィンスク間の列車から降ろされた。ロシアは、外交官たちが公式の許可なく閉鎖都市セヴェロドヴィンスクに入ろうとしたことを非難し、外交官たちはロシアに、制限区域内ではないアルハンゲリスクに訪問すると伝えていたが、その後、実験場に隣接する閉鎖区域に移動したと述べた[61]。在ロシア米国大使館と国務省はこの事件を確認し、外交官たちは公式訪問中であり、ロシア当局に彼らの渡航について事前に通知していたと述べた[61][62]。